# Présidence allemande du Conseil de l'Union européenne en 1994
La présidence allemande du Conseil de l'Union européenne en 1994 désigne la dixième présidence du Conseil de l'Union européenne effectuée par l'Allemagne depuis la création de l'Union européenne en 1958, et la première après la réunification allemande.
Elle fait suite à la présidence grecque de 1994 et précède celle de la présidence française du Conseil de l'Union européenne à partir du 1er janvier 1995.

## Priorités
La présidence allemande établit plusieurs priorités, à l'instar des autres présidences. Celles-ci sont :
- la « sécurité intérieure et lutte contre la criminalité » ;
- la « lutte contre le chômage et mise en œuvre du Livre blanc » ;
- l'« intégration des États d'Europe centrale et orientale, et coopération avec la Russie » ;
- la « réforme des institutions communautaires dans la perspective de la conférence intergouvernementale de 1996 ».

La présidence prépare également la réunion du Conseil européen 9 et 10 décembre 1994.

## Déroulement

### Contexte
La ratification du traité de Maastricht a donné un rôle plus grand aux présidences tournantes (notamment en lui octroyant la supervision et la mise en œuvre de la PESC). Les dispositions du nouveau traité entre alors progressivement en vigueur et doivent être appliquée tandis que le pays doit contribuer à la préparation de la conférence intergouvernementale prévue en 1996.
La période est également marquée par la fin de la guerre froide, ce qui a notamment entraîné la réunification allemande. Cet évènement a notamment augmenté le poids institutionnel du pays. Helmut Kohl déclara ainsi qu'il faut tirer profit des « chances qu'offrent les changements qui se sont produits en Europe depuis la fin du conflit Est-Ouest »,. Qualifiée de volontariste, la présidence, le gouvernement allemand, rappelle son attachement à l'Union européenne et à l'intégration. Ce fut notamment le cas dans le cadre de la PESD après l'arrêt rendu le 12 juillet 1994 par le Tribunal constitutionnel fédéral qui autorisait l’envoi de soldats allemands hors du territoire dans le cadre d'opérations militaires extérieures,.
La présidence allemande prépare également la conférence intergouvernementale prévue en 1996. L'objectif de la conférence est de réformer les institutions afin de permettre l'intégration de nouveaux États membres, notamment les dix nouveaux États candidats. La présidence allemande tarde toutefois à faire des propositions de réformes.

### Agenda
La présidence a ouvert ses activités à Bonn le 1er juillet 1994 puis les premières réunions informelles se sont déroulées les 6, 7 et 8 juillet 1994.
Le Conseil en format ECOFIN s'est déroulé le 11 juillet.
Le 22 décembre 1994 se tient la dernière réunion de la présidence allemande.

## Sources